# Prowincje pruskie
Na kongresie wiedeńskim (30 kwietnia 1815) ustalono, że Królestwo Prus składać się będzie z 10 prowincji:
| Nazwa oryginalna                  | Nazwa polska                                              | Stolica   |
| --------------------------------- | --------------------------------------------------------- | --------- |
| Provinz Brandenburg               | Brandenburgia                                             | Poczdam   |
| Provinz Ostpreußen                | Prusy Wschodnie                                           | Królewiec |
| Provinz Westpreußen               | Prusy Zachodnie                                           | Gdańsk    |
| Provinz Pommern                   | Pomorze                                                   | Szczecin  |
| Provinz Schlesien                 | Śląsk                                                     | Wrocław   |
| Provinz Posen                     | Wielkie Księstwo Poznańskie (od 1848 Prowincja Poznańska) | Poznań    |
| Provinz Jülich-Kleve-Berg         | Jülich-Kleve-Berg                                         | Kolonia   |
| Provinz Großherzogtum Niederrhein | Wielkie Księstwo Nadrenii                                 | Koblencja |
| Provinz Westfalen                 | Westfalia                                                 | Münster   |
| Provinz Sachsen                   | Saksonia                                                  | Magdeburg |

W 1822 r. prowincje Jülich-Kleve-Berg i Wielkie Księstwo Nadrenii połączyły się, tworząc Prowincję Nadrenia ze stolicą w Koblencji.
W 1829 połączono Prusy Wschodnie i Zachodnie, tworząc nową Prowincję Prusy (Provinz Preußen) ze stolicą w Królewcu. W 1878 podzielono Prusy na Wschodnie i Zachodnie.
W 1846 zniesiono Wielkie Księstwo Poznańskie i powołano Prowincję Poznańską.
W 1850 w Wirtembergii utworzono Kraj Hohenzollernów (Hohenzollernische Lande) z ziem Księstwa Sigmaringen i okolic.
W 1867 roku utworzono kolejne 3 prowincje:
- Provinz Hannover (ze stolicą w Hanowerze)
- Provinz Hessen-Nassau (ze stolicą w Kassel)
- Provinz Schleswig-Holstein (ze stolicą w Kilonii, w latach 1879–1917 w Szlezwiku)

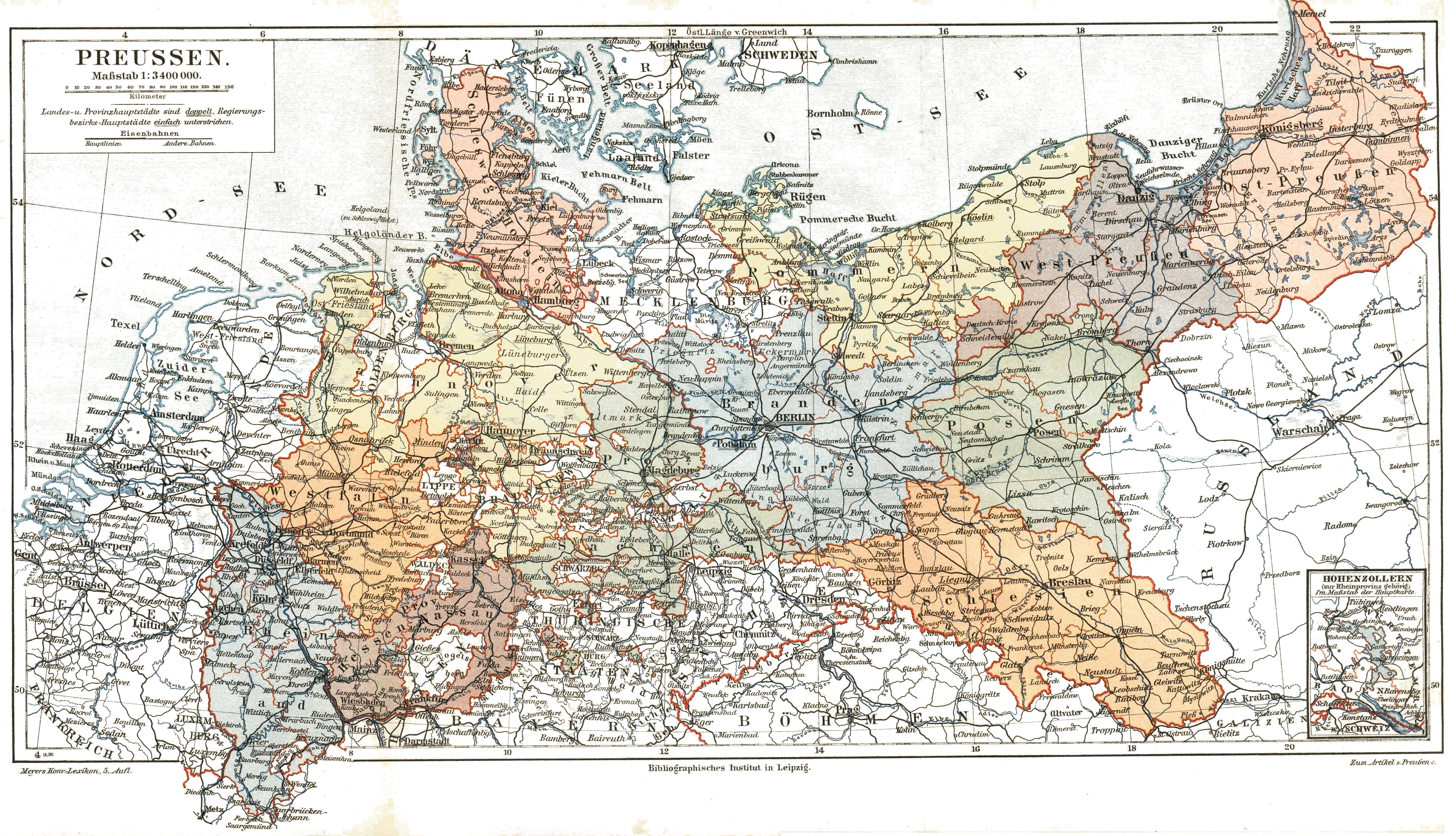
Prusy w 1905

Konstytucja pruska z 1920 roku ustaliła nowy podział administracyjny Prus na Berlin i 12 prowincji:
- Prusy Wschodnie (Ostpreußen)
- Brandenburgia (Brandenburg)
- Pomorze (Pommern)
- Śląsk Dolny (Niederschlesien)[1]
- Śląsk Górny (Oberschlesien)[1]
- Saksonia (Sachsen)
- Szlezwik-Holsztyn (Schleswig-Holstein)
- Hanower (Hannover)
- Westfalia (Westfalen)
- Nadrenia (Rheinprovinz)
- Hesja-Nassau (Hessen-Nassau)
- Kraj Hohenzollernów (Hohenzollernsche Lande)

W 1922 r. utworzono prowincję: Marchia Graniczna Poznańsko-Zachodniopruska (Grenzmark Posen-Westpreußen) ze stolicą w Pile.
W 1929 land Waldeck włączono do Hesji-Nassau. Kraj Hohenzollernów (Hohenzollernische Lande) formalnie podlegał Nadrenii.